# Margarete von Wrangell

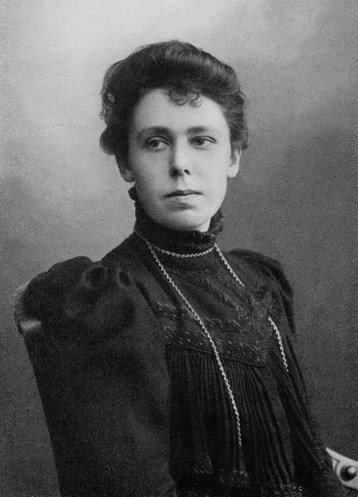
Margarete von Wrangell, 1905

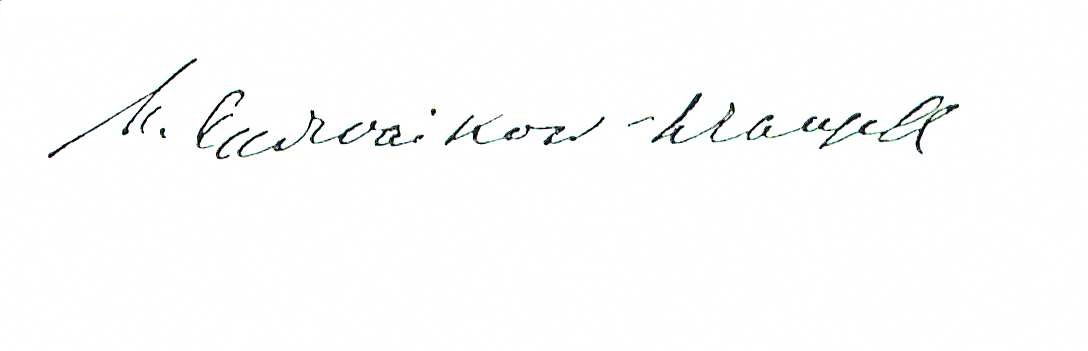
Signatur 1929

Margarete Baronesse von Wrangell (* 26. Dezember 1876jul. / 7. Januar 1877greg. in Moskau; † 21. März 1932 in Hohenheim), ab 1928 Fürstin Andronikow, war eine deutsche Agrikulturchemikerin mit deutschbaltischer Abstammung und die erste ordentliche Professorin an einer deutschen Hochschule.

## Lehr- und Studienzeit
Margarete von Wrangell war eine Tochter des russischen Generals Baron Karl Fabian von Wrangel (1839–1899) und seiner mit ihm verheirateten entfernten Verwandten Julie Ida Marie von Wrangel (1843–1927). Ihr Vater entstammte dem alteingesessenen deutsch-baltischen Adelsgeschlecht Wrangel. Wegen Dienstversetzungen des Vaters verbrachte Margarete ihre Kindheit in Moskau und Ufa, später in Reval (heute: Tallinn), wo sie eine deutschsprachige Lehrerinnenschule besuchte. Dort offenbarte sich ihre Begabung für Mathematik und die naturwissenschaftlichen Fächer. Diese Schule schloss sie 1894 mit einem Lehrerinnendiplom und Auszeichnung ab. Anschließend gab sie mehrere Jahre lang Privatunterricht in Naturwissenschaften. Außerdem beschäftigte sie sich mit Malerei und schrieb Kurzgeschichten. Der Besuch eines Botanikkurses an der Universität Greifswald im Jahre 1903 wurde zum Wendepunkt ihres Lebens. Ab Frühjahr 1904 studierte sie als eine der ersten Studentinnen Naturwissenschaften an der Eberhard Karls Universität Tübingen und in Leipzig und wurde 1909 an der Universität Tübingen mit summa cum laude im Fachgebiet Chemie promoviert. Das Thema ihrer Dissertation lautete: Isomerieerscheinungen beim Formylglutaconsäureester und seinen Bromderivaten.
Es folgten wissenschaftliche Lehr- und Wanderjahre: 1909 arbeitete sie als Assistentin an der Landwirtschaftlichen Versuchsstation in Dorpat, 1910 beteiligte sie sich an den Arbeiten von William Ramsay in London auf dem Gebiet der Radioaktivität, 1911 wurde sie Assistentin am Institut für anorganische und physikalische Chemie an der Kaiser-Wilhelm-Universität Straßburg und 1912 arbeitete sie mehrere Monate lang bei Marie Curie in Paris. Ende des Jahres 1912 übernahm sie die Leitung der Versuchsstation des Estländischen Landwirtschaftlichen Vereins in Tallinn. Ihre Hauptaufgabe bestand hier in der Kontrolle von Saatgut, Futter- und Düngemitteln. Im Verlauf der russischen Oktoberrevolution wurde ihr Institut geschlossen, sie selbst wurde von den Bolschewiki verhaftet, doch im Frühjahr 1918 wurde sie von den deutschen Soldaten befreit und reiste für immer nach Deutschland aus.

## Forschungsleistungen
Seit dem Sommer 1918 arbeitete Margarete von Wrangell an der Landwirtschaftlichen Versuchsstation Hohenheim, seit 1920 als Leiterin des neu gegründeten Instituts für Pflanzenernährung. Ihre ersten wissenschaftlichen Versuche galten dem Verhalten der Phosphorsäure im Boden. 1920 habilitierte sie sich an der Landwirtschaftlichen Hochschule Hohenheim mit einer Arbeit über Phosphorsäureaufnahme und Bodenreaktion. In ihren Experimenten hatte sie beobachtet, dass einige Pflanzenarten, bei gleichzeitigem Vorhandensein von physiologisch sauren Düngemitteln, die schwerlöslichen Bodenphosphate relativ leicht in pflanzenverfügbare Verbindungen umwandeln können. Basierend auf dieser Erkenntnis entwickelte Friedrich Aereboe das Düngungssystem Aereboe-Wrangell, das die deutsche Landwirtschaft weitgehend von importierten Rohphosphaten unabhängig machen sollte. Durch die Propagierung dieses Düngungssystems, das bei den Agrikulturchemikern zu einem heftigen Meinungsstreit führte, wurde der Name Margarete von Wrangell weit über die Grenzen ihres Fachgebietes bekannt.
1922 war Fritz Haber, der während des Ersten Weltkrieges die großtechnische Synthese von Ammoniak aus dem Luftstickstoff am Physikalisch-Chemischen Institut der Kaiser-Wilhelm-Gesellschaft zu Berlin entwickelt hatte, auf Margarete von Wrangell aufmerksam geworden. Er bemühte sich, sie als ständige Mitarbeiterin für sein Institut zu gewinnen. Wrangell arbeitete ein Jahr lang in Berlin, ging dann jedoch nach Hohenheim zurück. 1923 wurde sie – gegen den Widerstand einiger Hohenheimer Professoren – zur ordentlichen Professorin für Pflanzenernährungslehre an der Landwirtschaftlichen Hochschule Hohenheim ernannt. Mit finanzieller Unterstützung der Reichsregierung erhielt sie ein eigenes Institut für Pflanzenernährung mit Laboratorien und einem Versuchsfeld. Bis zu ihrem Tode leitete sie dieses Institut. Das Verhältnis zu ihren männlichen Kollegen war zwiespältig: einige warfen ihr Arroganz vor, andere bewunderten ihren Humor, ihre Selbstironie und Freundlichkeit.
Während dieser Zeit entfaltete Margarete von Wrangell eine fruchtbare Lehr- und Forschungstätigkeit. Im Mittelpunkt ihrer experimentellen Tätigkeit standen weiterhin Arbeiten zum Problem der Phosphatdüngung, vor allem methodische Untersuchungen zur Bestimmung der pflanzenverfügbaren Anteile der Bodenphosphate. 16 Doktoranden führte sie zur Promotion. Neben ihren selbstständigen Schriften veröffentlichte sie Übersichtsbeiträge in Handbüchern, zahlreiche Aufsätze in Fachzeitschriften und auch mehrere praxisorientierte Arbeiten. Verdienstvoll für die deutsche Landbauwissenschaft war ihre Tätigkeit als Herausgeberin des Werkes Die Düngerlehre des führenden sowjetischen Agrarwissenschaftlers Dmitri Nikolajewitsch Prjanischnikow. Sie engagierte sich aber auch im Deutschen Akademikerinnenbund.
1928 heiratete sie ihren Jugendfreund, den Fürsten Wladimir Andronikow. Zwar war es damals in Deutschland noch nicht erlaubt, dass Professorinnen verheiratet waren, doch machte man für sie eine Ausnahme. Bereits fünf Jahre später, im Alter von 55 Jahren, verstarb sie an einem Nierenleiden. Auf einem 1934 auf dem Gelände ihres Hohenheimer Instituts errichteten Gedenkstein ist der wissenschaftliche Leitspruch der Forscherin festgehalten: „Ich lebte mit den Pflanzen. Ich legte das Ohr an den Boden und es schien mir, als seien die Pflanzen froh, etwas über die Geheimnisse des Wachstums erzählen zu können“.

## Nachwirkung und Ehrungen
Außerhalb der Fachwelt bekannt wurde Margarete von Wrangells Leben und ihr wissenschaftliches Werk vor allem durch die nach ihrem Tode erschienene Biographie Margarethe von Wrangell. Das Leben einer Frau 1876–1932. Aus Tagebüchern, Briefen und Erinnerungen dargestellt von Fürst Wladimir Andronikow. Das Buch erschien erstmals 1935, erlebte mehrere Auflagen.
In der NS-Zeit wurde eine Gruppe der Arbeitsgemeinschaft Nationalsozialistischer Studentinnen, das weibliche Pendant zu den Kameradschaften, in Tübingen nach Margarete von Wrangell benannt.
In der Bundesrepublik Deutschland wurde Margarete von Wrangell zunächst von Frauenrechtlerinnen „wiederentdeckt“. Inzwischen hat ihr außergewöhnliches Leben sie zu einer zentralen Persönlichkeit in der modernen Frauen- und Geschlechterforschung gemacht. Seit 1970 wurden in zahlreichen Veröffentlichungen unterschiedliche Aspekte aus ihrem Leben und ihrem sozialen Umfeld eingehend beleuchtet. Innerhalb der agrarhistorischen Genderforschung gehört sie längst zu den herausragenden Pionierinnen des Landbaus. 
Zwei staatliche Förderungseinrichtungen tragen ihren Namen: Eine 1992 von der Landesregierung Nordrhein-Westfalen gegründete Margarethe-von-Wrangell-Stiftung e. V., die die Zusammenarbeit zwischen universitären An-Instituten und der mittelständischen Wirtschaft fördert, und ein 1997 vom Wissenschaftsministerium Baden-Württemberg aufgelegtes Margarete-von-Wrangell-Programm für Frauen, das die Habilitation von qualifizierten Wissenschaftlerinnen fördert.
Nach Margarethe von Wrangell benannte Straßenzüge befinden sich im Technologiepark Wolfgang in Hanau, nahe der Universität Hohenheim im Stuttgarter Ortsteil Steckfeld, nahe der FH Westküste in Heide, sowie in Braunschweig, Göttingen und Rheinbach.

## Schriften (Auswahl)
- Isomerieerscheinungen beim Formylglutakonsäureester und seinen Bromderivaten, Dissertation 1909, Digitalisat, Einstiegsseite mit Link zum pdf, publikationen.uni-tuebingen.de, 7. September 2015
- Phosphorsäureaufnahme und Bodenreaktion. Verlagsbuchhandlung Paul Parey Berlin 1920. Zugl.: Habilitationsschrift Landwirtschaftliche Hochschule zu Hohenheim 1920.
- Gesetzmäßigkeiten bei der Phosphorsäureernährung der Pflanze. Verlagsbuchhandlung Paul Parey, Berlin 1922.
- Die Düngerlehre. Von D. N. Prjanischnikow. Professor an der Landwirtschaftlichen Hochschule in Moskau. Nach der fünften russischen Auflage herausgegeben von M. von Wrangell. Verlagsbuchhandlung Paul Parey, Berlin 1923.
- Ernährung und Düngung der Pflanzen. In: Handbuch der Landwirtschaft. Herausgegeben von F. Aereboe, J. Hansen und Th. Roemer. Verlagsbuchhandlung Paul Parey, Berlin 1929, Bd. 2, S. 295–396.
- Autobiografie, in: Elga Kern (Hrsg.): Führende Frauen Europas. München 1999 [1928], S. 183–193